# Mikałaj Zajczanka
Mikałaj Piatrowicz Zajczanka (biał. Мікалай Пятровіч Зайчанка, ros. Николай Петрович Зайченко, Nikołaj Pietrowicz Zajczenko; ur. w 1948 roku w osiedlu Pogranicznyj w Kraju Nadmorskim) – białoruski polityk, w latach 2003–2009 minister gospodarki Republiki Białorusi; kandydat nauk ekonomicznych (odpowiednik polskiego stopnia doktora).

## Życiorys
Urodził się w 1948 roku w osiedlu Pogranicznyj, w Kraju Nadmorskim w Rosyjskiej FSRR, ZSRR. W 1971 roku ukończył Białoruski Państwowy Instytut Politechniczny, uzyskując specjalność inżyniera ekonomisty. Posiada stopień naukowy kandydata nauk ekonomicznych (odpowiednik polskiego stopnia doktora).
Pracował jako inżynier, starszy inżynier Instytutu Problemów Niezawodności i Trwałości Maszyn Akademii Nauk Białoruskiej SRR (AN BSRR), starszy ekonomista, młodszy pracownik naukowy Instytutu Ekonomiki AN BSRR. W instytucie tym odbywał aspiranturę. Następnie pracował jako starszy pracownik naukowy, kierownik sekcji metodologii i metod formowania i realizacji złożonych programów cenowych Naukowo-Badawczego Instytutu Ekonomicznego (NBIE) Państwowej Komisji Planowania BSRR, zastępca dyrektora ds. pracy naukowej NBIE Państwowej Komisji Planowania Ekonomicznego BSRR, zastępca dyrektora ds. pracy naukowej NBIE Ministerstwa Gospodarki Republiki Białorusi, zastępca ministra gospodarki. 10 stycznia 2002 roku został pierwszym zastępcą ministra gospodarki, a 24 grudnia 2003 roku – ministrem gospodarki. 4 grudnia 2009 roku ustąpił ze stanowiska.

## Odznaczenia
- Medal „Za Zasługi w Pracy” (2006)[2];
- Gramota Pochwalna Rady Ministrów Republiki Białorusi[1].